# Finestkind
Finestkind è un film del 2023 scritto e diretto da Brian Helgeland, interpretato da Ben Foster, Toby Wallace, Jenna Ortega e Tommy Lee Jones.

## Trama
New Bedford, Massachusetts. Charlie, dopo aver deciso di abbandonare gli studi, si unisce al fratello Tom per lavorare con lui sul suo peschereccio. Ma gli affari vanno male e così, dopo averle provate tutte, finiscono in un pericoloso traffico di droga coinvolgendo anche l'amica Mabel e il padre Ray.

## Produzione
Inizialmente previsto per il 2018 con Jake Gyllenhaal, Ansel Elgort e Zendaya, il film è stato sviluppato da Paramount+, che nell'aprile 2022 ha annunciato di averne acquistato i diritti. Nello stesso mese le riprese sono iniziate in Massachusetts ed è stata confermata la partecipazione al film di Tim Daly, Clayne Crawford, Aaron Stanford e Lolita Davidovich.

## Promozione
Il primo trailer del film è stato diffuso il 26 ottobre 2023.

## Distribuzione
Il film è stato presentato in anteprima mondiale l'8 settembre 2023 in occasione del Toronto International Film Festival. La distribuzione sulla piattaforma Paramount+ è prevista per il 15 dicembre dello stesso anno.